# Запис (албум)
Запис је шести студијски албум српске хард рок групе Кербер. Албум је објављен 1996. године за издавачку кућу ПГП РТС, а првобитно је био доступан само на касети и грамофонској плочи. Издање на грамофонској плочи је садржало две песме мање. Реиздање целог албума на компакт-диску је изашло 2009. године.

## Списак песама
Све текстове песама написао је Душко Арсенијевић. За компоновање музике и прављење аранжмана била је заслужна сама група Кербер.
| №               | Назив           | Напомене                                      | Трајање |  |
| 1.              | Медена          |                                               | 4:30    |  |
| 2.              | Сањам           |                                               | 4:15    |  |
| 3.              | Последња        |                                               | 4:30    |  |
| 4.              | Води ме         |                                               | 6:50    |  |
| 5.              | Шта могу песме  | Песма се не налази на винилном издању албума. | 4:30    |  |
| 6.              | Чудна ствар     |                                               | 4:50    |  |
| 7.              | Освани          |                                               | 5:10    |  |
| 8.              | Абракадабра     |                                               | 4:40    |  |
| 9.              | Лука            |                                               | 4:20    |  |
| 10.             | Пронађи место   | Песма се не налази на винилном издању албума. | 6:00    |  |
| Укупно трајање: | Укупно трајање: | Укупно трајање:                               | 49:35   |  |

## Музичари
| - Постава групе: - Горан Шепа — вокал - Томислав Николић — гитара - Бранислав Божиновић — клавијатуре - Саша Васковић — бас-гитара - Јосип Хартл — бубњеви - Владан Станојевић — акустична гитара - Горан Ђорђевић — удараљке | - Гости: - Бранко Исаковић - Марина Поповић - Ненад Стефановић Јапанац - Славиша Павловић Стенли - Владимир Неговановић - Звонимир Ђукић Ђуле |

## Остале заслуге
- Владимир Неговановић — продуцент
- Горан Шимпрага — тонски сниматељ
- Маја Николић — дизајн омота
- Душан Митић Цар — фотографије[1]